# Bishop's Stortford Football Club
Bishop's Stortford Football Club é uma agremiação esportiva inglesa, fundada em janeiro de 1874, e sediada em Hertfordshire.
Participa do campeonato da Conferência Sul, a sexta divisão do futebol inglês. Atua no estádio Woodside Park, construído em 2002, que possui capacidade para 4525 espectadores e situado nas proximidades do Aeroporto Stansted.

## História
O clube ganha vida em janeiro de 1874 no Chequers Hotel e Bishop's Storford. Na primeira temporada a equipe obtém 3 vitórias e 7 empates entre 15 partidas disputadas com o primeiro uniforme oficial, de cores verde e vermelha. É dito, contudo, que aqueles jogos eram amistosos e que haviam ocorrido muitos anos antes que o clube se inscrevesse à Hertfordshire F.A, em 1885.
Após ter alcançado bons resultados em ligas menores, em 1929, a sociedade foi inserida na segunda divisão leste da Liga Espartana. Três anos após foi promovida à primeira divisão.

### Do segundo pós-guerra aos anos 80
O Bishop's Stortford manteve sadiamente a sua posição na primeira divisão da Liga Espartana até a criação da Delphian League, ocorrida em 1951. Os anos 1960 foram um período denso de satisfações para a agremiação, dado que obteve uma série de ótimas participações na Liga Ateniana, culminados com o primeiro posto na Premier Athenian, conquistado na temporada 1969-1970. Esse acontecimento projetou o clube à Isthmian League. O ápice foi alcançado com o terceiro lugar, obtido na temporada 1973-1974, melhor resultado de sua história.
Indubitavelmente, porém, que a satisfação maior foi a vitória na FA Cup Amateur, ocorrida em 1974 ao bater o Ilford por 4 a 1. Os marcadores daquela histórica partida são recordados ainda hoje com saudade. Dave Lawrence, Peter Leakey, Dennis Murphy e Martin Smith.
Depois de dois campeonatos, em maio de 1981, o Bishop's conquistou também a FA Trophy ao vencer o Sutton United.
A FA Cup presencia o clube lutar orgulhosamente na temporada 1982-1983. Após superar o Harlow Town, Reading e Slough Town, a equipe empatou em 2-2 com o Middlesbrough ma perdeu o jogo de volta.

### Dos anos 80 aos dias atuais
Nos anos 80 dois ex-atletas do clube se afirmaram como treinadores: John Redford e Terry Moore. Graças aos seus comandos o clube venceu a Copas de liga e torneios de valor local. A partir de 1977, o Bishop's deixou o histórico terreno de jogo da Rhodes Avenue, para se transferir à Dunmow Road. Ao término da temporada 1998-1999, o time foi rebaixado. Todavia, em 17 de julho de 1999 foi inaugurado o novo estádio de Woodside Park com um amistoso jogado contra o Norwich City.
Curiosamente, a equipe detém um recorde singular. Jogou, vencendo por 3 a 5 o último jogo da Ryman League do vigésimo século, em 30 de dezembro de 1999, em Chertsey.
Problemas ligados à qualidade do terreno de jogo ocorrido durante algumas temporadas impediram à equipe de manter o saldo de qualidade, que no fim chegou, em 2002, com uma nova promoção à Ryman League.
A equipe adquiriu posteriormente o ex-atleta do Arsenal, o liberiano Christopher Wreh. Contudo, embora a contratação tenha causado grande impacto, Wreh atuou somente uma partida.
Após a reestruturação da pirâmide futebolística inglesa, ao término de um par de temporadas, o Bishop's foi inserido na Conferência Sul. Porém posteriormente foi rebaixado para a Southern Football League Premier Division após ter ficado em penúltimo na Conferência Sul ao final da temporada 2016-17. Na temporada 2018-19 foi inserido na Isthmian League Premier Division, que equivale a 7ª divisão inglesa.

## Títulos
- FA Amateur Cup
  - 1974
- FA Trophy
  - 1981
- Stansted & District League
  - 1910/1911, 1912/1913, 1919/1920
- Saffron Waldon & District League
  - 1911/1912, 1912/1913, 1913/1914
- East Herts League
  - Division One 1919/1920
- Spartan South Midlands Football League
  - Division Two (East) 1931/1932
- Delphian League
  - 1954/1955
- Athenian League
  - Premier Division 1969/1970
  - Division One 1965/1966
- Isthmian League
  - Division One 1980/1981, 1993/1994